# اصلان ماسخادوف
اصلان (خالد) علیویچ ماسخادوف، (به انگلیسی: Aslan (Khalid) Aliyevich Maskhadov)، 
(به چچنی: Аслан Али кӏант Масхадан)، (به روسی: Аслан Алиевич Масхадов)، (به لاتین: Aslan Ali kant Masxadaŋ)،
(۲۱ سپتامبر ۱۹۵۱–۸ مارس ۲۰۰۵)، رهبر جنبش استقلال طلبی چچن و سومین رئیس‌جمهور جمهوری چچن ایچکریا بود.
وی به سبب پیروزی‌های بااهمیت در جنگ نخست چچن، که منجر به تأسیس جمهوری چچن ایچکریا شد، مقبولیت زیادی به دست آورده بود. در ژانویهٔ ۱۹۹۷ در انتخابات به عنوان رئیس‌جمهور چچن انتخاب شد. ماسخادوف با آغاز جنگ دوم چچن در اوت ۱۹۹۹، به رهبری مقاومت مسلحانه در برابر ارتش روسیه پرداخت. وی در ماه مارس ۲۰۰۵ در روستای تولستوی-یورت در شمال چچن کشته شد.